# Allarete distincta
Allarete distincta är en tvåvingeart som beskrevs av Boris Mamaev 1963. Allarete distincta ingår i släktet Allarete och familjen gallmyggor.
Artens utbredningsområde är Uzbekistan. Inga underarter finns listade i Catalogue of Life.